# Il figliuol prodigo
Il figliuol prodigo (Den förlorade sonen) är en opera (melodramma) i fyra akter med musik av Amilcare Ponchielli och libretto av Angelo Zanardini efter Liknelsen om den förlorade sonen i Lukasevangeliet.

## Historia
Operor med exotiska scenerier eller handlingar var populära i Italien under senare delen av 1800-talet. Ponchielli hade redan tonsatt musik med slavisk bakgrund i I Lituani, och den bibliska bakgrunden för Il figliuol prodigo erbjöd ytterligare tillfällen att krydda musiken med exotisk musik. Operan hade premiär den 26 december 1880 på La Scala i Milano. Partituret är tillägnat tenoren Francesco Tamagno som sjöng rollen som Azaele.

## Personer
- Ruben, stamhövding (bas)
- Azaele, hans son (tenor)
- Amenofi, assyrier (baryton)
- Jeftele, Rubens trolovade (sopran)
- Nefte, Amenofis kumpan (mezzosopran)
- Sirio, nubier (dansroll)

## Handling
Amenofi och den förföriska Nefte lurar iväg Azaele från faderns tält och från fästmön Jeftele för att rumla runt i Nineve. Amenofi planerar att lura Azaele att begå avgudadyrkan så att han kan offras till den lokala guden genom att kastas i floden Tigris. Jeftele och Ruben anländer till Nineve för att leta efter Azaele men Jeftele lyckas i stället tända Amenofis begär medan sonens öde driver Ruben till vansinne. Azaele lyckas fly och tar sig hem efter att ha räddats av Jehova. Han ska just ge sig ut i öknen för att dö när Jeftele upptäcker honom. Åsynen av den förlorade sonene gör att Ruben återfår förståndet.